# The Smeezingtons
The Smeezingtons je grupa producenata i tekstopisaca koja se sastoji od Bruna Marsa, Philipa Lawrencea i Arija Levinea. Producirali su razne pjesme za izvođače i grupe kao što su Sugababes, Travie McCoy, B.o.B, Brandy Norwood, Lil Wayne, Snoop Dogg, Wiz Khalifa, K'naan, Bad Meets Evil, te mnoge druge. Napravili su mnogo hit pjesama uključujući i brojeve jedan na top ljestvici Billboard Hot 100, pjesmu "Nothin' on You" B.o.B-a i pjesmu "Right Round" Flo Ride. Bruno Mars trenutno ima potpisan ugovor s diskografskom kućom Elektra Records, a Philip Lawrence s diskografskom kućom Roc Nation.

## Nagrade i nominacije
| Godina | Nagrada                          | Kategorija                              | Rezultat   |
| ------ | -------------------------------- | --------------------------------------- | ---------- |
| 2011.  | ASCAP Pop Music Awards           | Najbolji tekstopisci (Best Songwriters) | dobitnik   |
| 2011.  | ASCAP Rhythm & Soul Music Awards | Nothin' on You (Top Rap Song)           | dobitnik   |
| 2011.  | Grammy                           | Producent godine (Producer of the Year) | nominacija |
| 2012.  | Grammy                           | Producent godine (Producer of the Year) | nominacija |

## Vanjske poveznice
- Službena stranica  Arhivirana inačica izvorne stranice od 19. ožujka 2013. (Wayback Machine)
- The Smeezingtons na MySpaceu